# تاريخ التصوير بالرنين المغناطيسي
يتضمن تاريخ التصوير بالرنين المغناطيسي (MRI) عمل العديد من الباحثين الذين ساهموا في اكتشاف الرنين المغناطيسي النووي (NMR) ووصفوا الفيزياء الأساسية للتصوير بالرنين المغناطيسي، بدءًا من أوائل القرن العشرين. اخترع التصوير بالرنين المغناطيسي بواسطة بول سي لاوتيربور الذي طور آلية لتشفير المعلومات المكانية في إشارة NMR باستخدام تدرجات المجال المغناطيسي في سبتمبر 1971؛ نشر النظرية الكامنة وراءه في مارس 1973. وصفت العوامل التي تؤدي إلى تباين الصورة (الاختلافات في قيم وقت استرخاء الأنسجة) قبل 20 عامًا تقريبًا من قبل الطبيب والعالم إريك أودبلاد وجونار ليندستروم. من بين العديد من الباحثين الآخرين في أواخر السبعينيات والثمانينيات، قام بيتر مانسفيلد بتحسين التقنيات المستخدمة في الحصول على صور التصوير بالرنين المغناطيسي ومعالجتها، وفي عام 2003 حصل هو ولوتربر على جائزة نوبل في علم وظائف الأعضاء أو الطب لمساهماتهم في تطوير التصوير بالرنين المغناطيسي. ركبت أول ماسحات التصوير بالرنين المغناطيسي السريرية في أوائل الثمانينيات والتطور الكبير للتكنولوجيا المتبع في العقود التي تلت ذلك، مما أدى إلى استخدامها على نطاق واسع في الطب اليوم.

## الرنين المغناطيسي النووي
في عام 1950، اكتشف إروين هان أصداء الدوران وانحلال الحث الحر لأول مرة وفي عام 1952، أنتج هيرمان كار طيفًا أحادي البعد بالرنين المغناطيسي النووي كما ورد في أطروحة الدكتوراه الخاصة به في جامعة هارفارد.
الخطوة التالية (من الأطياف إلى التصوير) اقترحها فلاديسلاف إيفانوف في الاتحاد السوفيتي، الذي قدم في عام 1960 طلب براءة اختراع لجهاز التصوير بالرنين المغناطيسي. كانت مساهمة إيفانوف الرئيسية هي فكرة استخدام تدرج المجال المغناطيسي، جنبًا إلى جنب مع الإثارة / القراءة الانتقائية للتردد، لتشفير الإحداثيات المكانية. في المصطلحات الحديثة، كان التصوير بكثافة البروتونات (وليس أوقات الاسترخاء)، والذي كان بطيئًا أيضًا، حيث استخدم اتجاه متدرج واحد فقط في كل مرة وكان التصوير يجب أن يتم شريحة تلو شريحة. ومع ذلك، فقد كان إجراءً حقيقيًا للتصوير بالرنين المغناطيسي. تم رفض طلب إيفانوف في الأصل باعتباره غير محتمل، وتمت الموافقة أخيرًا على طلب إيفانوف في عام 1984 (مع تاريخ الأولوية الأصلي).

## أوقات الاسترخاء والتطور المبكر للتصوير بالرنين المغناطيسي
بحلول عام 1959، درس جاي سينجر تدفق الدم عن طريق قياسات وقت استرخاء الرنين المغناطيسي النووي للدم في البشر الأحياء. لم يتم إدخال مثل هذه القياسات في الممارسة الطبية الشائعة حتى منتصف الثمانينيات، على الرغم من تسجيل براءة اختراع لجهاز NMR لكامل الجسم لقياس تدفق الدم في جسم الإنسان من قبل ألكسندر جانسن في أوائل عام 1967.
في الستينيات، ظهرت نتائج العمل على الاسترخاء والانتشار والتبادل الكيميائي للماء في الخلايا والأنسجة بمختلف أنواعها في الأدبيات العلمية. في عام 1967، أبلغ ليجون عن قياس ارتخاء الماء بالرنين المغناطيسي النووي في أحضان البشر الأحياء. في عام 1968، نشر جاكسون ولانغهام أول إشارات الرنين المغناطيسي النووي من حيوان حي، فأر مخدر.
في السبعينيات، أدرك أن أوقات الاسترخاء هي المحددات الرئيسية للتباين في التصوير بالرنين المغناطيسي ويمكن استخدامها للكشف عن مجموعة من الأمراض وتمييزها. أظهر عدد من المجموعات البحثية أن الخلايا السرطانية المبكرة تميل إلى إظهار أوقات استرخاء أطول من الخلايا الطبيعية المقابلة لها، وبالتالي حفزت الاهتمام الأولي بفكرة اكتشاف السرطان باستخدام الرنين المغناطيسي النووي. هذه المجموعات المبكرة تشمل داماديان، هازلوود وتشانج والعديد من المجموعات الأخرى. بدأ هذا أيضًا برنامجًا لفهرسة أوقات الاسترخاء لمجموعة واسعة من الأنسجة البيولوجية، والتي أصبحت أحد الدوافع الرئيسية لتطوير التصوير بالرنين المغناطيسي.